# Tornmyran
Tornmyrant är ett naturreservat i Ljusdals kommun i Gävleborgs län.
Området är naturskyddat sedan 2017 och är 191 hektar stort. Reservatet består av en stor myr med tjärnar med fjällbjörkslik skog.